# Sivec
Sivec je národní přírodní rezervace v oblasti Prešov.
Nachází se v katastrálním území obce Malá Lodina v okrese Košice-okolí v Košickém kraji. Území bylo vyhlášeno či novelizováno v letech 1954, 1988 na rozloze 169,79 ha. Ochranné pásmo nebylo stanoveno.